# Province de Monza et de la Brianza
 (mai 2020).
Si vous disposez d'ouvrages ou d'articles de référence ou si vous connaissez des sites web de qualité traitant du thème abordé ici, merci de compléter l'article en donnant les références utiles à sa vérifiabilité et en les liant à la section « Notes et références ».
 (mai 2020).
La province de Monza et de la Brianza (en lombard : Pruìncia de Mùnsa e de la Briansaa, en italien : Provincia di Monza e della Brianza) est une province italienne, créée officiellement le 12 mai 2004 par approbation du Sénat. Elle résulte de la scission de la province de Milan. La partie Nord-Est en a été détachée (ville de Monza et région de la Brianza).
La capitale est Monza, éloignée de seulement 15 kilomètres de Milan.

## Géographie
La province est bordée au nord par la Province de Lecco et la Province de Côme, à l’ouest par la Province de Varese, au sud par la Province de Milan, à l’est par la Province de Bergame et la Province de Milan.
La Brianza (comprise dans la province de Monza et Brianza) occupe la partie de la Province de Milan entre la ligne de démarcation de la commune de Saronno (à l'ouest) et de celle de Trezzo sull'Adda (à l'est) et entre la ville de Nibionno (au nord) et Cologno Monzese (au sud). Donc, seulement une partie de la région historique de Brianza fait partie de la province de Monza et Brianza, c'est-à-dire la région de Monza (villes de Monza, Villasanta et Brugherio) et la région milanaise de la Brianza (Brianza Est : villes de Vimercate, Ornago, Arcore ; Brianza Nord : villes de Giussano et Carate ; Brianza Sud : villes de Desio, Lissone, Seregno et Brianza Ouest: villes de Seveso, Limbiate). Le reste de la région historique de la Brianza est compris entre les parties méridionales des provinces de Côme et de Lecco.

## Histoire
La nouvelle administration provinciale de Monza et de la Brianza est devenue opérative en 2009. Néanmoins, elle est déjà formellement instituée et elle fait partie d'une circonscription administrative de la République Italienne.
Les institutions et le gouvernement de la nouvelle province entreront en fonction seulement à l'occasion des premières élections du Président du Conseil de la Province, prévues pour 2009, quand les institutions de la Province de Milan seront ainsi renouvelées.
Alors que la province de Monza et de la Brianza s'est détachée de la province de Milan, cette dernière continue à exercer ses compétences sur le territoire de Monza jusqu'en 2009.
Un commissaire a été nommé par le ministère de l'Intérieur pour toute nécessité liée à l'institution complète de la nouvelle province.
La circonscription électorale de Monza et de la Brianza est créée en janvier 2005 par le ministère de l'Intérieur et en février 2006, un décret du Président de la République formalise les lettres d'identification de la nouvelle province sur les plaques d'immatriculation des véhicules : "MB".
La province de Milan a chargé une commission d'élaborer une image identificative de la province. Le symbole choisi représente les principales racines identitaires du territoire et sera adopté par le Conseil de la Province élu après les premières élections en 2009.
La Chambre de Commerce de Monza est en activité depuis le 21 juillet 2007.

## Communes
La loi de création de la province de Monza et de la Brianza prévoit que la capitale de la province est Monza et que les 50 communes suivantes font partie du territoire de la province : Agrate Brianza, Aicurzio, Albiate, Arcore, Barlassina, Bellusco, Bernareggio, Besana in Brianza, Biassono, Bovisio-Masciago, Briosco, Brugherio, Burago di Molgora, Camparada, Carate Brianza, Carnate, Cavenago di Brianza, Ceriano Laghetto, Cesano Maderno, Cogliate, Concorezzo, Cornate d'Adda, Correzzana, Desio, Giussano, Lazzate, Lesmo, Lentate sul Seveso, Limbiate, Lissone, Macherio, Meda, Mezzago, Misinto, Monza, Muggiò, Nova Milanese, Ornago, Renate, Ronco Briantino, Seregno, Seveso, Sovico, Sulbiate, Triuggio, Usmate Velate, Varedo, Vedano al Lambro, Veduggio con Colzano, Verano Brianza, Villasanta, Vimercate.
Le 9 décembre 2009, l'acte d'adhésion des villes de Busnago, Caponago, Cornate d'Adda, Lentate sul Seveso et Roncello a été formalisé, portant à 55 le nombre de communes.

## Économie
La province de la Brianza comprend l'un des plus célèbres districts industriels italiens, spécialisé dans l'industrie du meuble.

## Dialectes
Les dialectes du territoire sont le dialecte de Monza (en dialecte : munsciasch) et celui de Brianza septentrional (en italien : brianteo settentrionale), groupés dans le dialecte de Brianza  (en italien : dialetto brianzolo, en dialecte : brianzoeu).

## Administration
La loi (no 146) a été signée le 11 juin 2004 par le président de la République, Carlo Azeglio Ciampi.
Le ministre de l’Intérieur a nommé un commissaire de gouvernement chargé de gérer la province jusqu’aux premières élections du Président et du Conseil, prévues en 2009.
L’établissement de la nouvelle province a été promulguée au Journal Officiel de la République italienne sous le numéro 138 du 15 juin 2004 sous la dénomination "Istituzione della provincia di Monza e della Brianza".
La loi indique que la capitale de la province est Monza. Jusqu’à la date des élections pour la nouvelle province, les instances de la province de Milan continuent à exercer leurs fonctions sur la totalité des circonscriptions en respectant les règles existantes avant la date d'entrée en vigueur de la présente loi.
Le 9 décembre 2004, Luigi Piscopo a été nommé Commissaire du Gouvernement pour la nouvelle province. Sa nomination a été signée par le ministre de l’Intérieur Giuseppe Pisanu. Luigi Piscopo a été investi dans ses fonctions le 13 décembre 2004.
En janvier 2005, le ministre de l’Intérieur a défini les circonscriptions électorales de la province.